# 双线小头蛇
双线小头蛇（学名：Oligodon bivirgatus），一种于中国海南岛上溪省级自然保护区发现爬行动物，隶属于游蛇科小头蛇属。因脊背部有两条平行的细线而得名。

## 保护
本种于2023年被收录入《有重要生态、科学、社会价值的陆生野生动物名录》。